# حواس كندي
حواس كندي (بالإنجليزية: Havas Kandi)‏ هي مستوطنة تقع في قسم اجارود الشمالي الريفي في إيران. يقدر عدد سكانها بـ 185 نسمة .